# Nimbin

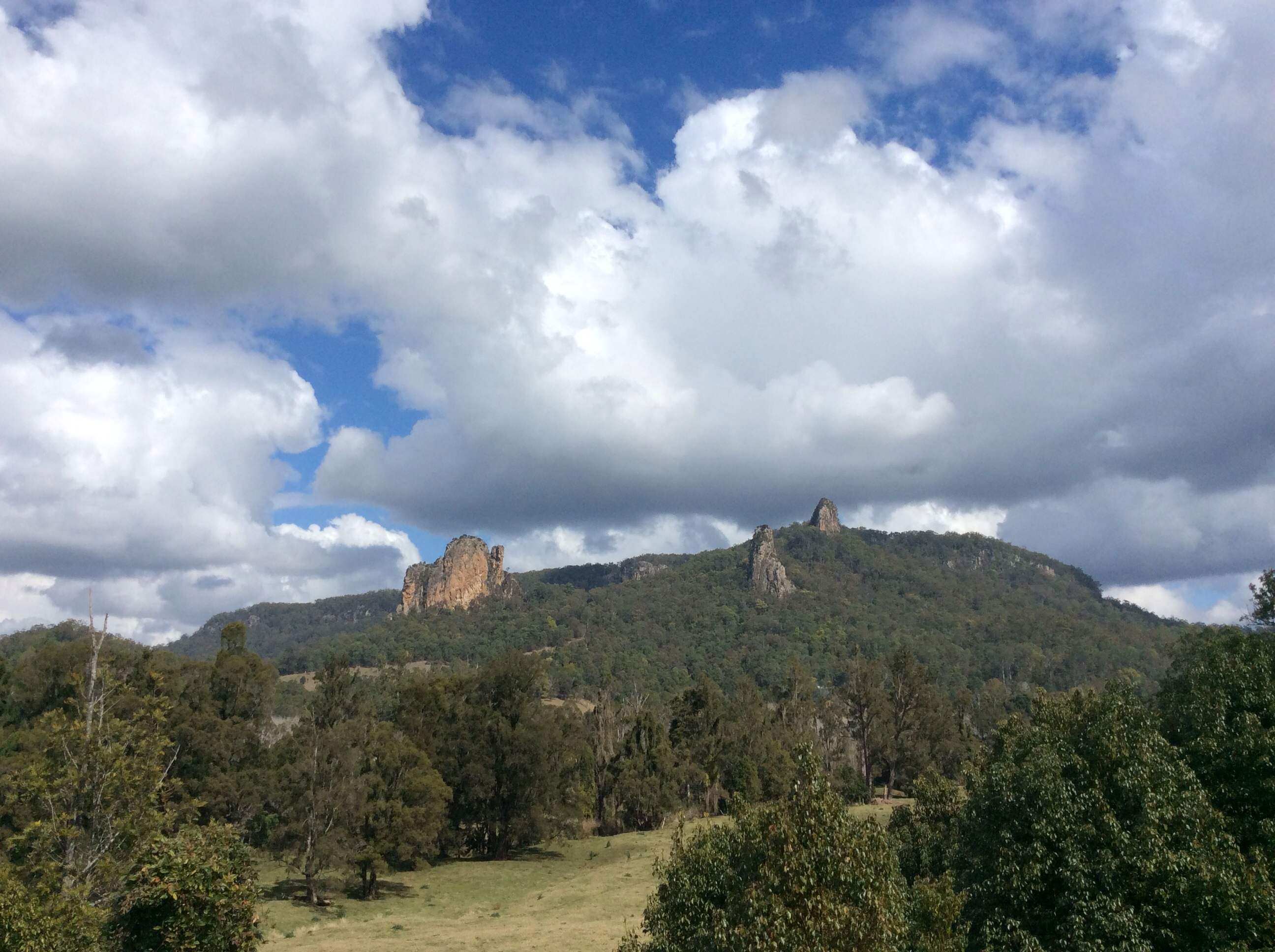
Nimbin Rocks

Nimbin ist eine kleine Ortschaft mit knapp 500 Einwohnern im Norden von New South Wales, Australien, etwa 750 km (Fahrtstrecke) nördlich von Sydney bzw. ca. 65 km westlich von Byron Bay. Das benachbarte, von subtropischem Regenwald bedeckte Gebiet um den 812 m hohen Mount Nardi ist seit dem Jahr 1989 Weltkulturerbe aufgrund der Bestrebungen der Nimbin-Hippies.

## Etymologie
Der Ortsname Nimbin wurde von "Nyimbunje" abgeleitet, dem Namen eines der Stammesältesten der Aborigines vom Stamme der Bundjalung, dem man magische Kräfte nachsagt. Auch heute noch wird seine Grabstätte bei den Nimbin Rocks, drei markanten Felsen in der Umgebung („Cathedral“, „Needle“ und „Thimble“), für männliche Initiationsriten aufgesucht.

## Geographie
Nimbin gehört zum lokalen Verwaltungsgebiet Lismore City und ist aufgrund seiner Landschaft, die auch Rainbow Region genannt wird, zu einem beliebten Tagesausflugsziel von Byron Bay geworden. Nimbin ist der beste Ausgangspunkt um in weniger als einer Stunde Fahrzeit drei verschiedene Nationalparks zu besuchen: Nightcap-Nationalpark, Northern-Ranges-Nationalpark und Mount-Warning-Nationalpark. Die Gegend ist in der Kultur der Aborigines von spiritueller Bedeutung.

## Geschichte
Nimbin war ein verschlafenes Dorf, in dem bis zum Jahr 1973 ein Hippie-Festival abgehalten wurde, das Aquarius Festival. Bei dem Fest wurden damals vier Festivalbesucher von der Polizei inhaftiert. In gemeinschaftlichem friedlichen Protest zog die Festgemeinschaft zur Polizeiwache und verlangte deren Freilassung. Daraufhin kapitulierte die Polizei, ließ die Inhaftierten frei und billigte ebenso den Konsum von Marihuana. Viele der damaligen Festivalbesucher blieben ansässig.
In der Stadt wird die Cannabiskultur offen gepflegt, obwohl in New South Wales der Konsum und Anbau illegal sind. Es gibt diverse Läden und ein Hippie-Museum.

## Veranstaltungen
- Der überregional bedeutsame Nimbin-Market (auch Nimbin Aquarius Fair) findet jeden 4 und evtl. auch 5 Sonntag im Monat statt.
- Der Nimbin-Farmers-Market findet jeden Mittwoch-Nachmittag statt.
- Zum jährlichen MardiGrass-Festival, einer ironischen Abwandlung von „Mardi Gras“, kommen bis zu 20.000 Besucher in den Ort.